# Galloping Goose (Triebwagen)

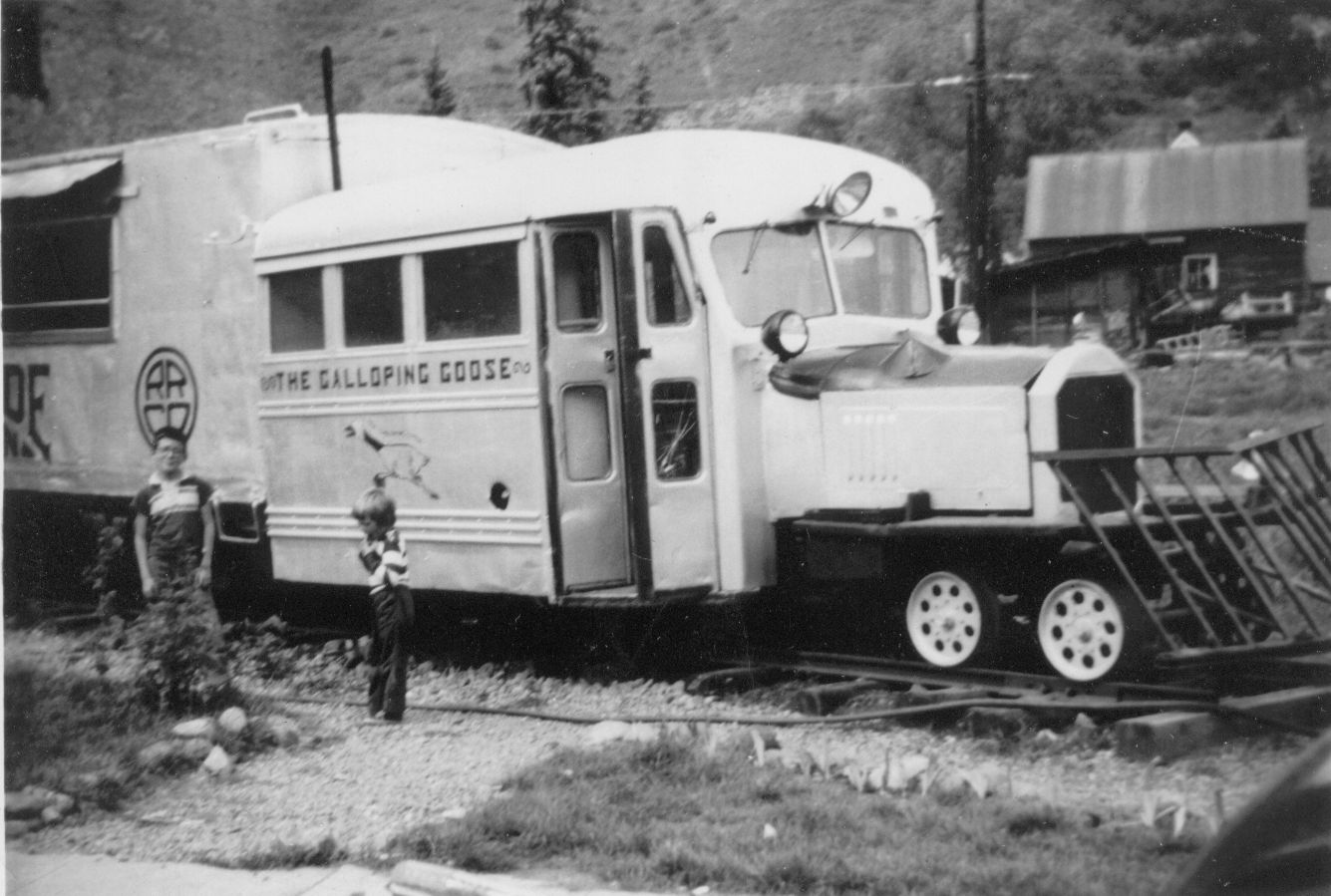
Galloping Goose, Telluride, Colorado, 1952

Galloping Goose (deutsch „galoppierende Gans“) ist der volkstümliche Name für eine Reihe von sieben Triebwagen (von der Bahn offiziell als „Motoren“ bezeichnet), die in den 1930er Jahren von der Rio Grande Southern Railroad (RGS) gebaut und bis zur Einstellung des Betriebs auf der Strecke in den frühen 1950er Jahren eingesetzt wurden. Die Triebwagen wurden aus großen Pkw entwickelt und später teilweise mit Omnibuskarosserien versehen.
Ursprünglich setzte RGS Dampflokomotiven auf den Schmalspurschienen ein. Das ständig in finanziellen Schwierigkeiten steckende Unternehmen entwickelte die erste der „Gänse“, um seinen Vertrag über die Beförderung von Post in die Städte der Rocky Mountains im Bundesstaat Colorado zu erfüllen. Die Einnahmen aus dem Personen- und Güterverkehr reichten nicht aus, um den teuren Dampfzugbetrieb auf dem damaligen Niveau aufrechtzuerhalten, aber man glaubte, dass eine verkleinerte Bahn rentabel werden könne. Dampfzüge transportierten nun die schweren Güter und Spitzenlasten, während die „Motoren“ die leichteren Lasten bewältigten.
Die „Motoren“ erwiesen sich nicht nur als kostengünstiger im Betrieb, sondern waren zudem noch wesentlich leichter, was die Belastung der Schienen und des Gleisbetts reduzierte. Dank dieser Kosteneinsparungen konnte die erste „Gans“ bereits drei Wochen nach ihrer Inbetriebnahme abbezahlt werden und Gewinn machen. RGS baute weitere „Gänse“ und setzte sie bis zum Abbau ihrer Strecke 1952 ein.

## Geschichte
Die RGS betrieb eine Schmalspurbahn mit Spurweite 914 mm (3 Fuß) zwischen Durango und Ridgway im Westen Colorados. Sie baute ihren ersten „Motor“ im Jahr 1913 als Fahrzeug für die Gleisinstandhaltung. Dieser wurde 1925 verschrottet, inspirierte aber die Idee, „Motoren“ für den Liniendienst einzusetzen.
Alle „Gänse“ wurden in den Werkstätten der Eisenbahn in Ridgway, Colorado, gebaut. Die erste wurde 1931 aus der Karosserie einer viertürigen Limousine des Typs Buick Master Six gebaut. Ihre Konstruktion war konventioneller als die der späteren „Gänse“, obwohl sie bereits anstelle der Vorderachse ein zweiachsiges Drehgestell hatte. Das Heck des Wagens wurde zum Teil durch eine Ladefläche für Fracht und Post ersetzt, die später geschlossen und teilweise mit Sitzen ausgestattet wurde. Er wurde zwei Jahre lang für den Transport von Fahrgästen, Post der US Mail und leichter Fracht eingesetzt, bevor er verschrottet wurde. Eine zweite „Gans“ wurde im selben Jahr auf der Grundlage eines anderen Buicks gebaut, aber spätere Versionen hatten Pierce-Arrow-Karosserien, mit Ausnahme der Nr. 6, die teilweise aus Teilen des verschrotteten Wagens Nr. 1 gebaut wurde.
Nr. 2 und Nr. 6 hatten zwei Drehgestelle, wobei beide Achsen des hinteren Drehgestells angetrieben wurden. Der Frachtraum von Nr. 2 war geschlossen (wie ein sehr kurzer Güterwagen), während die Nr. 6 eine offene Pritsche hatte, ähnlich wie die Nr. 1 (aber größer). Sie wurde nur im Arbeitszugdienst eingesetzt. Die anderen vier hatten drei Drehgestelle und der hintere Wagenkasten – im Wesentlichen ein herkömmlicher Güterwagen – war wie bei einem Sattelzug über dem mittleren Drehgestell gelenkig gelagert. Bei diesen Wagen war das zweite Drehgestell angetrieben.
Anfangs waren die „Gänse“ in Schwarz und Dunkelgrün gestrichen. Im Jahr 1935 erhielten sie alle einen silbernen Anstrich, den sie bis heute beibehalten haben, obwohl sich der Stil der Beschriftung und der Wappen im Laufe der Jahre änderte. 1945 wurden die Wagen Nr. 3, 4 und 5 mit Wayne-Busaufbauten (zumindest die vordere Hälfte) umgebaut, die die alten Pierce-Arrow-Aufbauten ersetzten. Dies bot mehr Sitzplätze und Komfort für die Fahrgäste. Ein Jahr später erhielten sie auch neue GMC-Motoren aus ausgemusterten Militärbeständen.

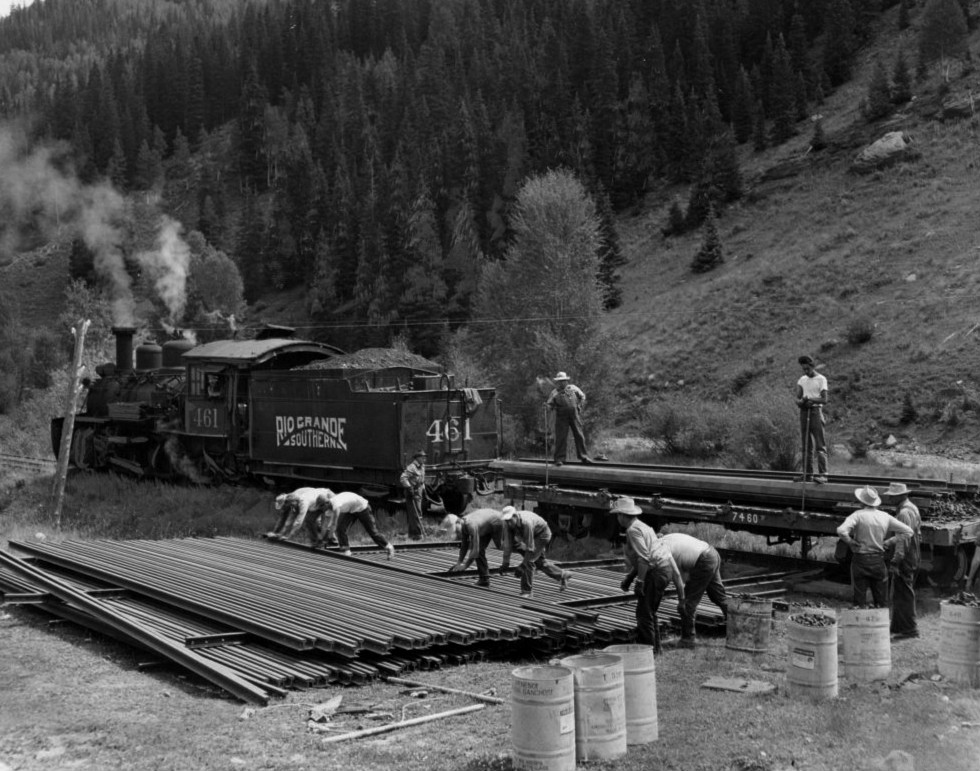
Abbau der Schmalspurgleise, auf denen die „Gänse“ fuhren, September 1952

Im Jahr 1950, als die Bahn ihren Postvertrag endgültig verlor (zugunsten von Posttransporteuren auf der Straße), wurden die Nummern 3, 4, 5 und 7 für den touristischen Betrieb umgebaut, und die Bahn erkannte den Namen „Galloping Goose“ offiziell an. In die Seiten der Güterabteile wurden große Fenster geschnitten, und es wurden Sitzplätze eingebaut. An den Wagentüren wurden die Figur einer laufenden Gans und der Schriftzug „Galloping Goose“ angebracht. Dieser Dienst dauerte nur zwei Jahre, und die letzte Arbeit der „Gänse“ auf ihrer Heimatstrecke war der Abbau der Schienen.
Es ist unklar, woher der Name „Galloping Goose“ stammt. Am häufigsten wird vermutet, dass er sich auf die Art und Weise bezog, wie der Wagenkasten und der Frachtraum auf den manchmal prekären Gleisen der Strecke hin und her schaukelten (im Sinne der wörtlichen Übersetzung: Galoppierende Gans). Es wird aber auch vermutet, dass der Name entstand, weil die „Gänse“ mit Luftdruckhörnern statt mit den Pfeifen der Dampflokomotiven ausgestattet waren. Der Name wurde vor dem touristischen Betrieb jahrelang inoffiziell verwendet, obwohl die Bahn die Einheiten offiziell als „Motoren“ bezeichnete.
Eine ähnliche Einheit wurde für die San Cristobal Railroad gebaut und 1934/35 von RGS umgebaut. Nachdem die San-Cristobal-Bahn 1939 stillgelegt worden war, wurde diese Einheit an die RGS-Bahn zurückgegeben und demontiert, wobei einige Teile für den Wiederaufbau und die Instandhaltung von Goose Nr. 2 verwendet wurden.
Galloping Goose Nr. 5 wurde (neben vielen anderen lokalen Wahrzeichen) durch C. W. McCalls Lied Gallopin’ Goose bekannt.

## Verbleib

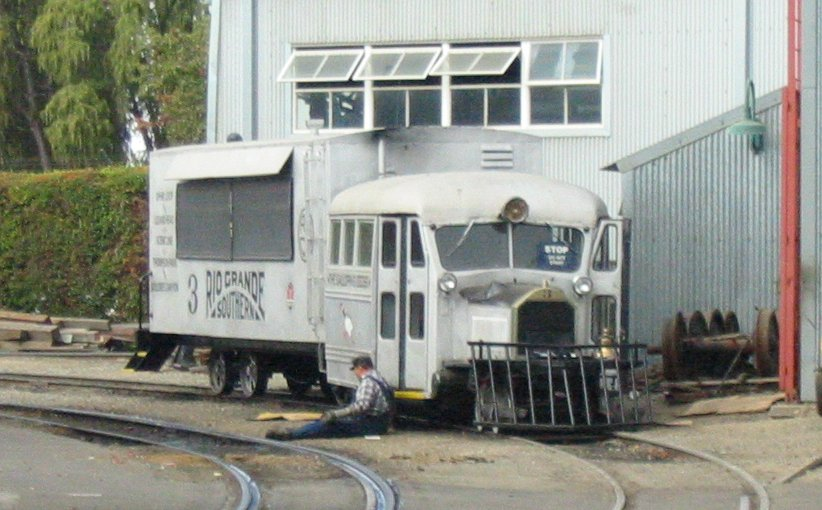
Wöchentliche Wartung der Goose Nr. 3 in Knott’s Berry Farm

Von den sieben „Gänsen“ ist nur die Nr. 1 nicht mehr erhalten; sie wurde 1933 verschrottet. Allerdings wurde im Jahr 2000 eine Nachbildung für das Ridgway Railroad Museum gebaut, die heute in Betrieb ist. Die anderen sechs befinden sich wie folgt:
- Goose Nr. 2, 6 und 7 sind beim Colorado Railroad Museum erhalten geblieben und noch fahrtüchtig.
- Goose Nr. 3 wurde an Knott’s Berry Farm verkauft und wird regelmäßig in der Nebensaison betrieben, wenn die Besucherzahl gering ist.
- Goose Nr. 4 war in Telluride, Colorado, ausgestellt. Im Juni 2012 wurde sie in Ridgway, Colorado, wieder in Betrieb genommen. Mit der Restaurierung von Goose Nr. 4 sind nun alle „Gänse“ betriebsfähig.[2] Goose Nr. 4 wurde im Mai 2013 zurück nach Telluride gebracht.[3]
- Goose Nr. 5 wurde von der Stadt Dolores, Colorado, gekauft. Nach ihrer Restaurierung im Jahr 1998 wird sie nun von Zeit zu Zeit auf den Touristenbahnen Cumbres und Toltec und Durango und Silverton sowie im Colorado Railroad Museum eingesetzt.

## Galerie

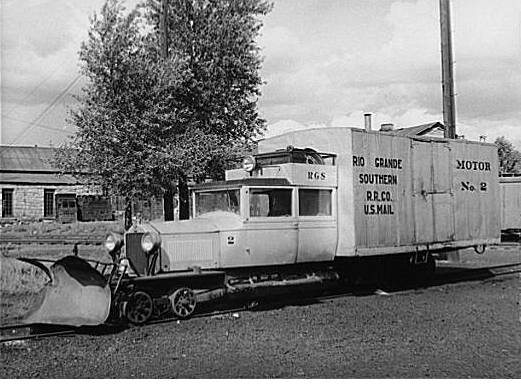
Goose Nr. 2, 1940
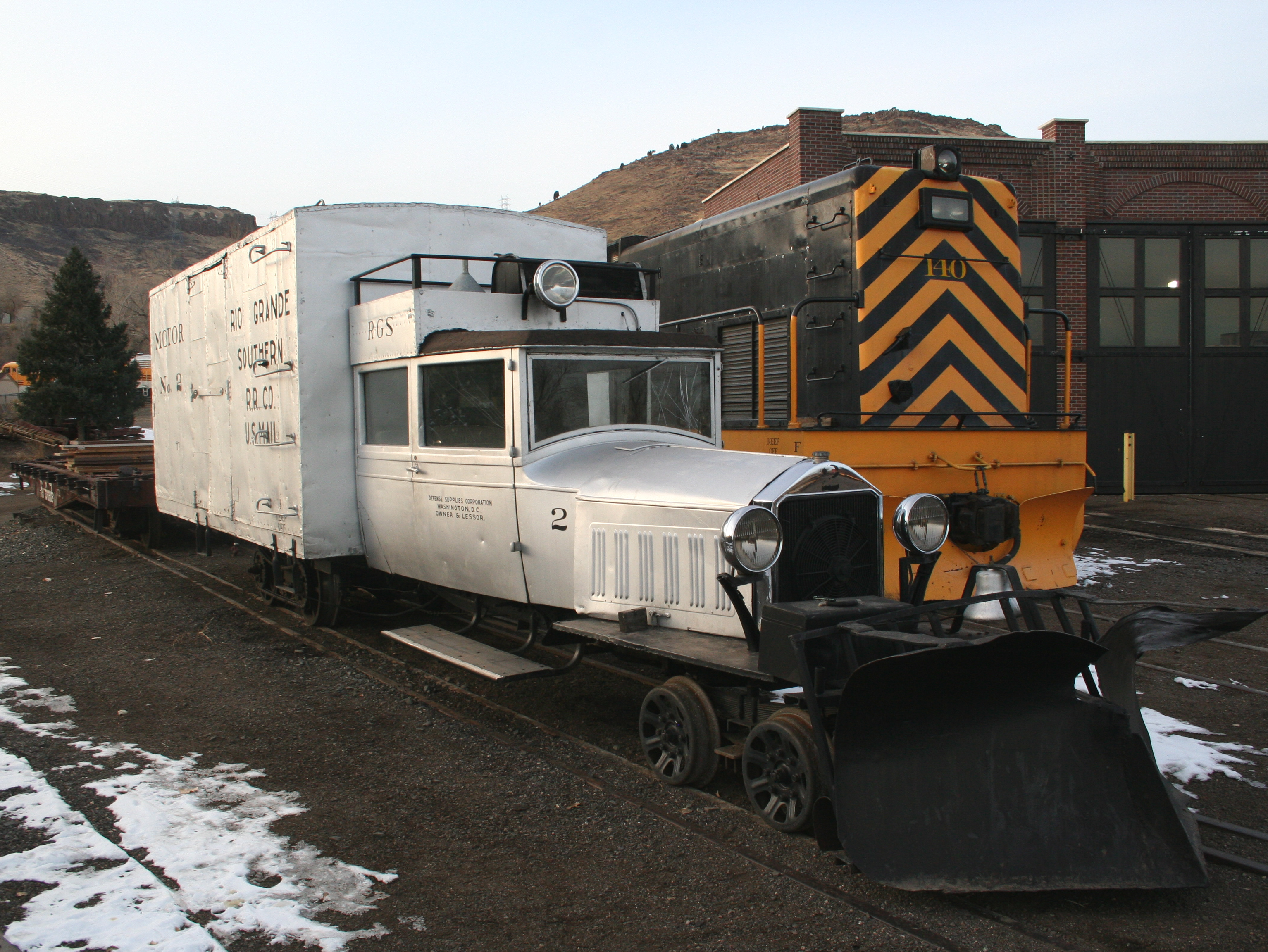
Goose Nr. 2 beim Colorado Railroad Museum
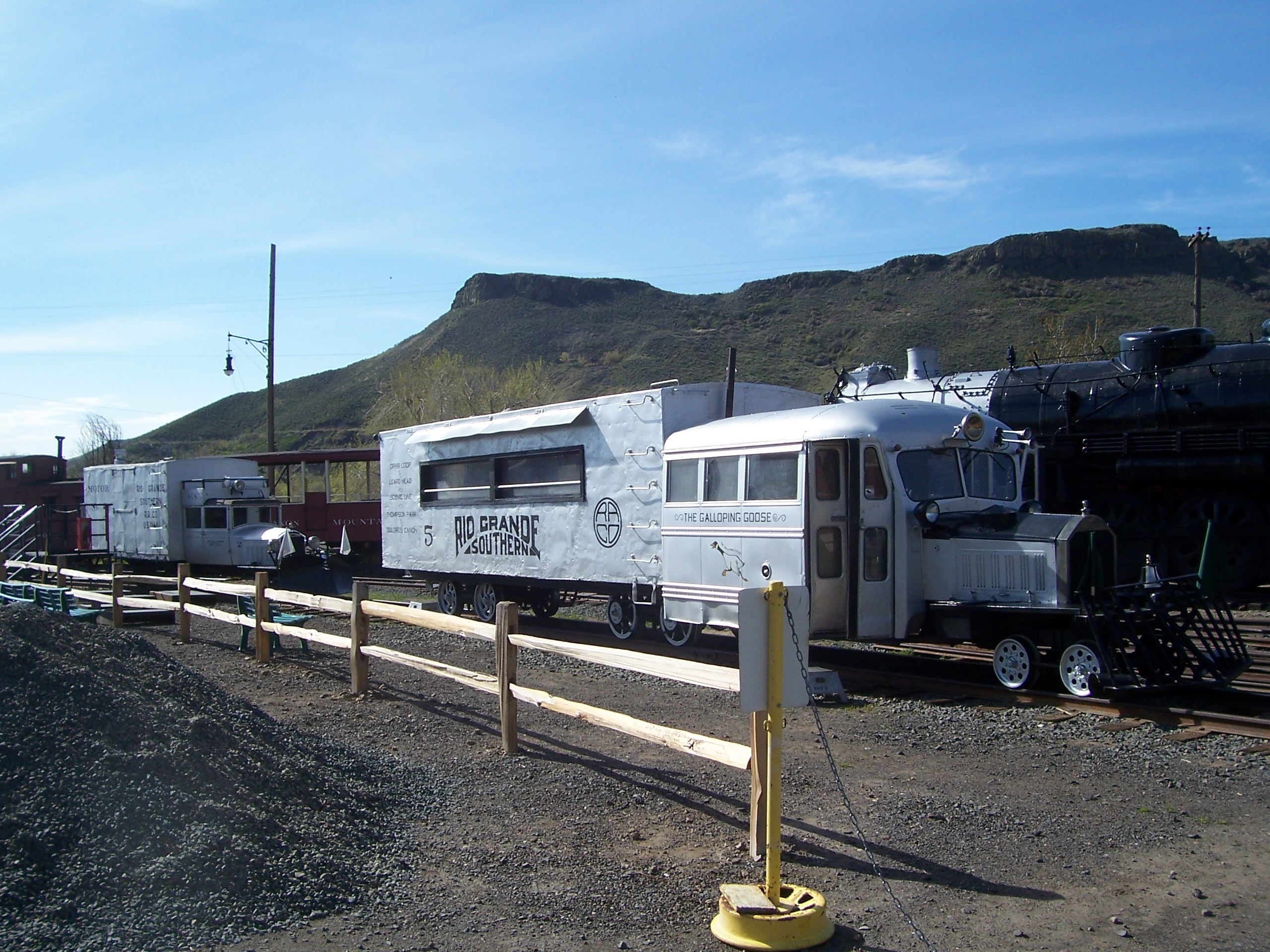
Goose Nr. 5 und Goose Nr. 2 beim Colorado Railroad Museum
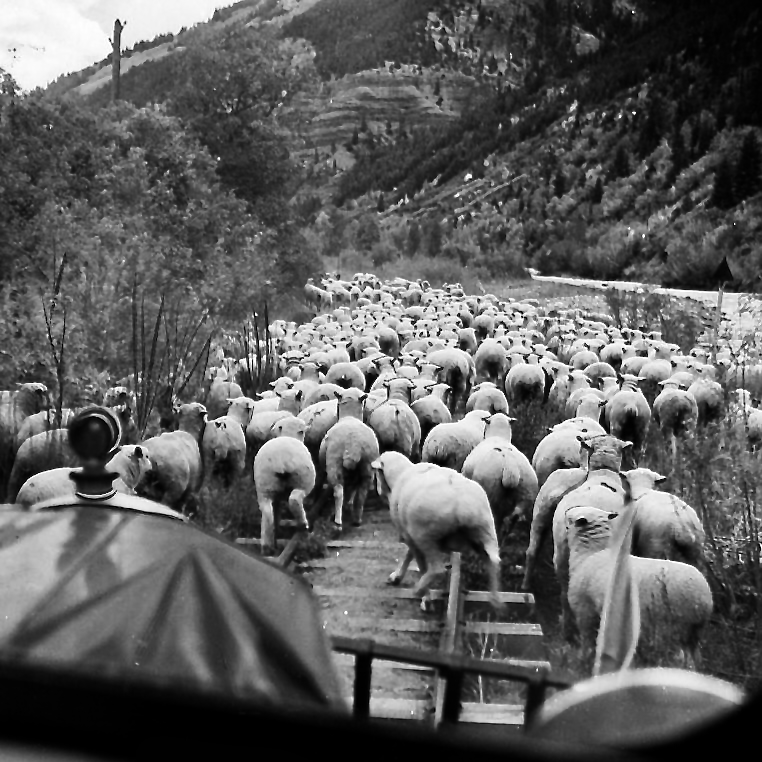
Der Zug hält wegen Schafen auf den Gleisen an
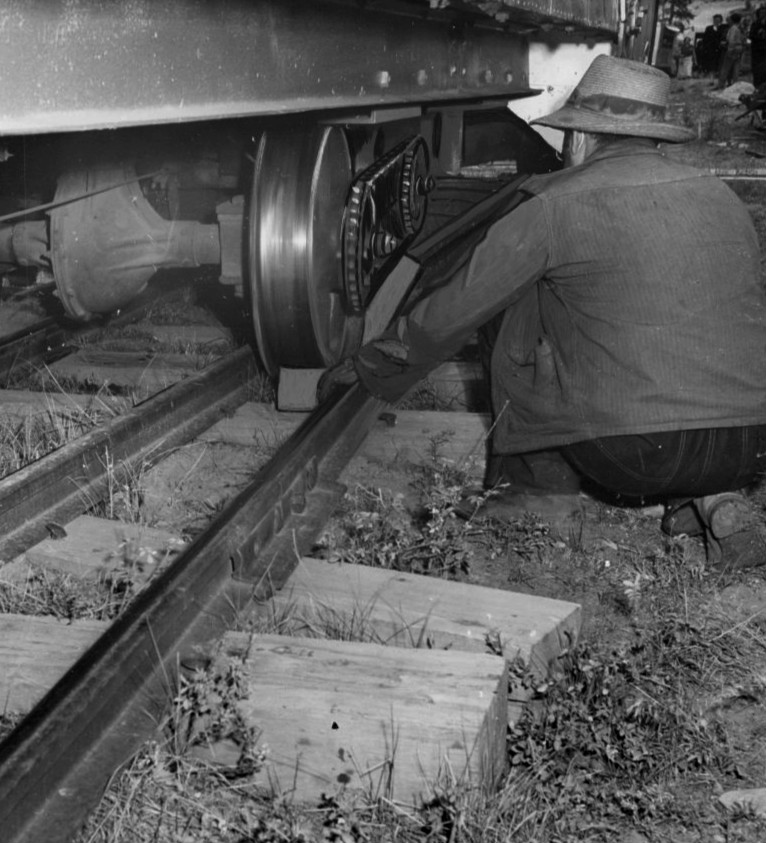
Wiederaufgleisen einer Goose nach Entgleisung
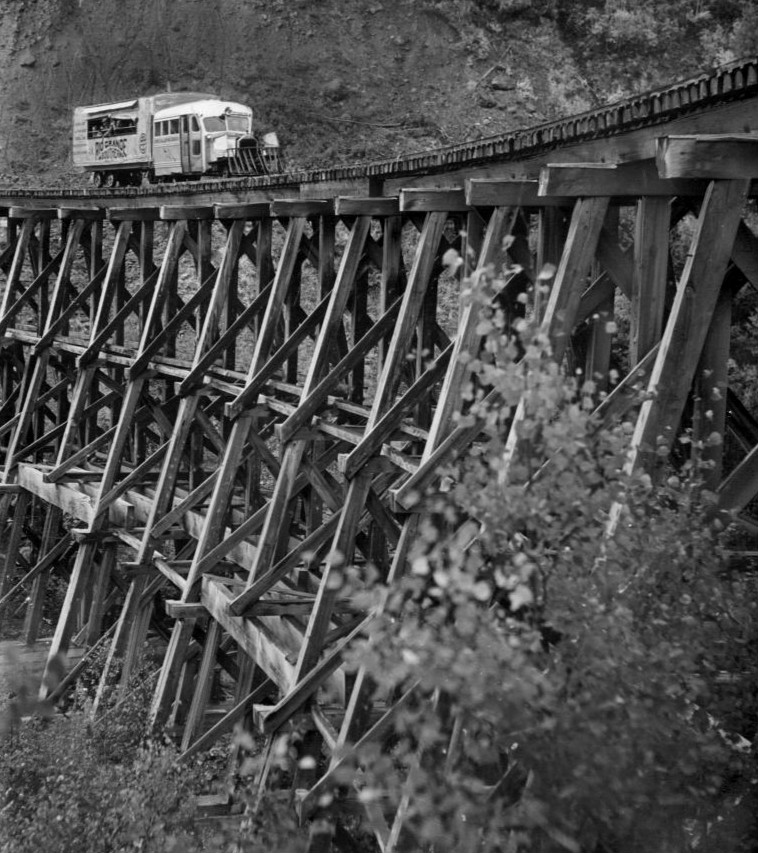
Galloping Goose Nr. 4 beim Überfahren einer Brücke, 1951
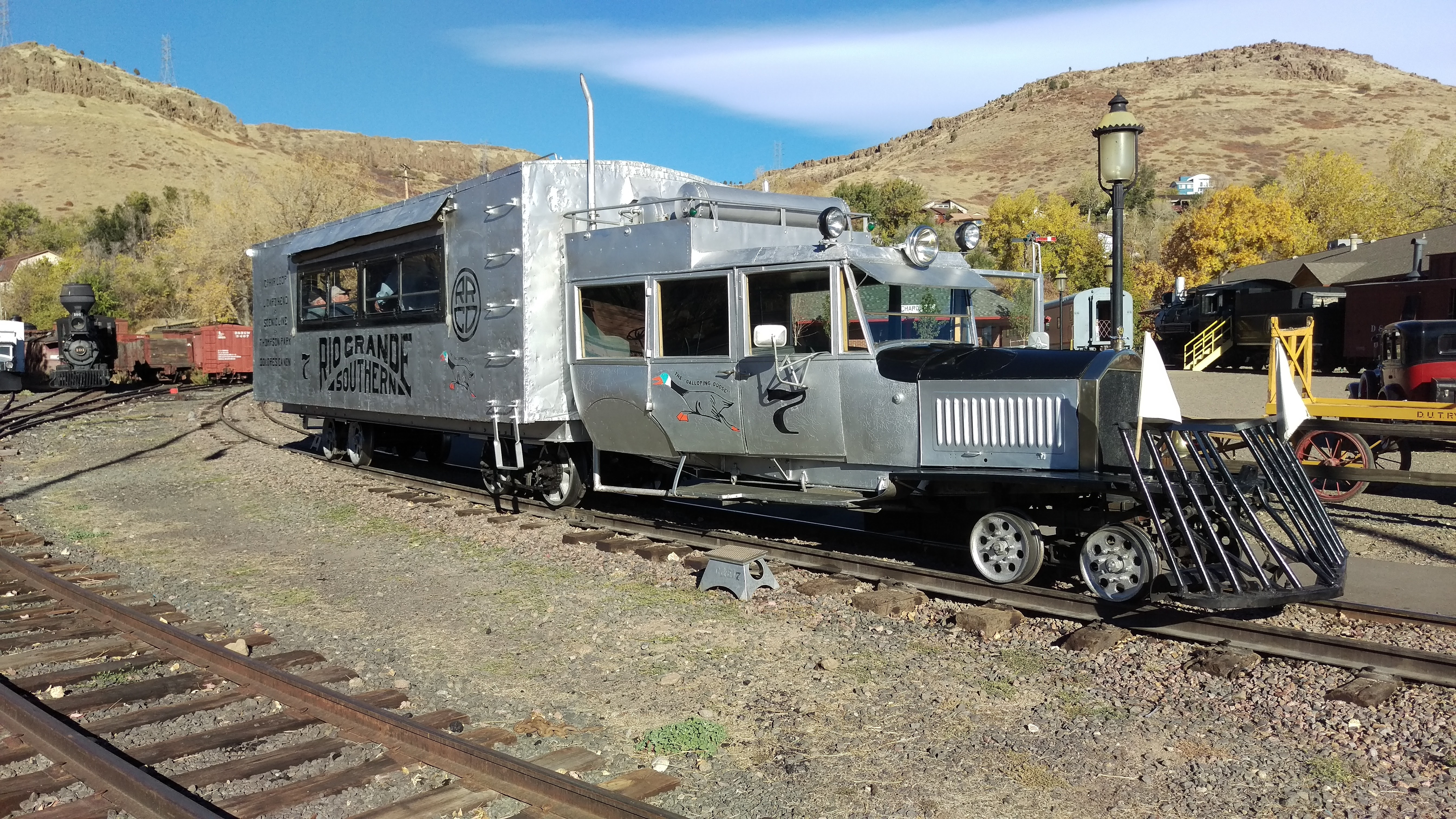
Galloping Goose Nr. 7 wartet auf einem Abstellgleis beim Colorado Railroad Museum.

## Ähnliche Fahrzeuge
Der Galloping Goose Regional Trail auf Vancouver Island wurde nach einem ähnlichen Zug benannt, der von 1922 bis 1931 auf der Vancouver Island Section der Canadian National Railway verkehrte.